# M864
Le M864 est un obus d'artillerie de 155 mm de fabrication américaine. Il porte une ogive de sous-munitions. Le projectile est capable de livrer 24 M46 et 48 M42 sous-munitions anti-matériel / antipersonnel et allant jusqu'à 29 kilomètres. La traînée est réduite par un générateur de gaz situé à la base du projectile. Une fois allumé, le générateur de gaz prélève du gaz chaud dans le sillage des projectiles. Ceci rend le flux d'air à la base moins turbulent ce qui permet d'augmenter sa portée. La diminution de la turbulence réduit la traînée de base, qui représente généralement 50 % de la traînée totale. La quantité de poussée produite par l'unité du brûleur de base est négligeable et ne remplit pas la même fonction que le moteur fusée sur un projectile assisté par fusée (RAP)[réf. nécessaire].
Le projectile M864 n'est balistiquement adapté à aucun projectile actuellement dans l'inventaire, mais en raison de la similitude des trajectoires, les données de tir du M864 peuvent être déterminées à partir des données de tir du M549A1[réf. nécessaire].

## Caractéristiques
- Portée : 29 kilomètres
- Diamètre du corps : 154,89 millimètre

## Historique
En juillet 2023, et selon le Washington Post, les États-Unis semblent envisager l'envoi de ces obus en Ukraine pour soutenir le pays dans sa contre-offensive contre l'intervention russe.
Selon Sidharth Kaushal (chercheur pour le Royal United Services Institute de Londres), ces armes seraient « un atout d'une valeur considérable » pour les Ukrainiens pour chasser les soldats russes de leurs positions fortifiées en couvrant une surface de 22 500 mètres carrés par obus, soit l'équivalent de plus de quatre stades de football.

## Controverses
Considérées par certaines associations comme inhumaines et ne discriminant pas suffisamment les objectifs militaires des populations civiles, ces armes ont été bannies par plus de 108 pays dans le monde, les États-Unis, l'Ukraine et la Russie n'ont pas signé la convention visant à son bannissement. Une large proportion n'explose pas au sol et constitue un danger pour les populations civiles pendant des décennies.